# ArchBang
ArchBang är en linuxdistribution som baseras och är fullt kompatibel med Arch Linux. Distributionen bygger i grunden på Arch Linux fast med en installation som automatiskt lägger till lite extra program som framförallt kretsar kring openbox. Distributionen är en annars minimal och passar bra till lite äldre datorer, eller till den användare som vill ha ett operativsystem som är grafiskt men resurssnålt. 
ArchBang riktar sig till avancerade linuxanvändare som vill ha möjligheten att skräddarsy sitt operativsystem i gör-det-själv-anda.

## Historia
Inspirerat av CrunchBang Linux, ville ArchBangs grundare Willensky Aristide (WiLL X TrEmE) skapa en linuxdistribution med "rullande" uppdateringar (eng. "rolling release"), fast med Openbox som CrunchBang. Med uppmuntran och hjälp från CrunchBangs community samt utvecklaren Pritam Dasgupta (sHyLoCk) började projektet ta form, från början blev det en bloggpost av Willensky där han beskrev hur man installerar Arch Linux samt openbox.

## Installation
ArchBang är tillgängligt att ladda ned som en ISO-fil för att användas som en live CD, antingen bränt på en CD/DVD skiva eller monterat på ett USB-minne för i686 eller x86-64 processorarkitektur. Installationen görs grafiskt med ncurses-baserat gränssnitt och är steg för steg baserad. Efter huvudinstallationen från skiva är tanken att man ska installera övrig mjukvara efter personliga behov, därför är ArchBang minimalistisk, dock inte fullt så minimalt som ursprunget Arch Linux som låter användaren installera nästan allt själv. 

## Live CD-versioner/datum
Namnet på de olika ArchBang-versionerna är det samma som året, följt av månaden som den släpps. Alla live CD-versioner fungerar bra om man vill installera ArchBang. Efter en uppdatering så blir systemen nästan identiska med undantag på ett fåtal programvaruändringar i grundutbudet. I ett installerat och uppdaterat ArchBang-system saknar versionsnummer betydelse då de rullande uppdateringarna ser till att man alltid har de senaste versionerna av alla mjukvara, om man vill detta förstås.
| Color | Meaning            |
| ----- | ------------------ |
| Gul   | Äldre versioner    |
| Grön  | Aktuell version    |
| Blå   | Framtida versioner |

| Version | Datum             |
| ------- | ----------------- |
| 2010.09 | 23 september 2010 |
| 2010.10 | 7 oktober 2010    |
| 2011.01 | 28 januari 2011   |
| 2011.02 | 5 februari 2011   |
| 2011.09 | 7 september 2011  |
| 2011.10 | 2 oktober 2011    |
| 2011.11 | 1 november 2011   |
| 2012.05 | 2 maj 2012        |